# Urien
Urien (Urbgenius in latino e Orian in inglese; 490 circa – 590) è stato un sovrano del Rheged, regno che, nel VI secolo, copriva l'Inghilterra settentrionale e la Scozia meridionale.
Il personaggio storico è stato trasposto anche nelle leggende del ciclo arturiano, dove è sovrano del regno di Gore, oltreché un alleato di Re Artù e cavaliere della Tavola Rotonda.

## Storia
Si conosce poco della storia di Urien, ma pare che abbia combattuto contro gli angli della Bernicia e che sia stato patrono delle arti, soprattutto del bardo Taliesin.
Fu forse il più famoso sovrano dello Hen Ogledd e forse uno dei primi monarchi cristiani dell'isola britannica. Era uno dei figli di Cynfarch Oer. Urien avrebbe unificato un regno che prima era diviso o condiviso con i suoi fratelli: Llew e Arawn. Il centro del suo potere era a Caer-Ligualid (Carlisle), anche se ebbe un palazzo anche a Llwyfenydd, sul fiume Lyvennet e forse anche a Caer-Brogwm (Brougham) e a Pen Rhionydd (forse vicino a Stranraer). Il cuore del suo regno, invece, era l'odierna Cumbria.
Nella fase iniziale del governo di Urien, le relazioni tra il Rheged e i vicini regni britannici rivali furono estremamente mutevoli. Fece molti raid contro questi regni, come Gododdin e una volta prese prigioniero in battaglia Selyf Sarffgadau, re del Powys. Alla fine, però, Urien si unì con gli altri principi nordici per contrastare il crescente espansionismo degli anglosassoni della Bernicia, che sconfisse in molte battaglie e ricacciò verso il mare. Le sue vittorie sono celebrate nel Libro di Taliesin.
Prima della vittoria finale, però, Urien fu assassinato da un certo Llofan Llaf Difo su ordine del suo alleato, Morcant Bulc, che era geloso dei suoi successi. Ebbe quattro figli: Owain, Riwallawn, Run e Pascen. Fu Owain a salire sul trono.

## Leggenda
Urien è una figura delle leggende arturiane, come anche suo figlio Owain (Ywain). Nella leggenda, Urien diventa sovrano del regno di Gore, che è stata identificata da alcuni con un'area dell'isola di Man e da altri con Gwyr, cioè Gower, nel Galles meridionale. Quest'ultima identificazione deriverebbe, però, dal fatto che suo figlio Pasgen si insediò là.
In alcune leggende viene definito fratello di re Lot del Lothian e re Auguselo di Scozia. Durante il regno di Uther Pendragon, Urien sposò la sorella di Artù: a volte tale sorella è identificata con Morgana e altre volte con un'altra sorella. Come molti altri sovrani, anche Urien si oppose all'inizio all'ascesa al trono di Artù dopo la morte di Uther. Dopo essersi ribellati al giovane re e dopo essere stati sconfitti, divennero suoi alleati e vassalli. 
Secondo la leggenda Urien ebbe anche un figlio di nome Ywain il Bastardo e una figlia di nome Morfydd. A volte Thomas Malory lo chiama "Urience", e ciò ha portato alcuni studiosi a identificarlo con re Rience.